# شهيباء إيبيرية
الشهيباء الإيبيرية أو حُلَيَّاء إيبرية (الاسم العلمي: Lallemantia iberica) هي نوع نباتي يتبع جنس الشهيباء من الفصيلة الشفوية.

## الموئل والانتشار
ينتشر في بلاد الشام وتركيا والقوقاز.

## تسميات
شهيباء كبريتية، لاليمانتيا إيبيرية.